# Comuna Întorsura, Dolj
Întorsura este o comună în județul Dolj, Oltenia, România, formată numai din satul de reședință cu același nume.

## Demografie
Componența etnică a comunei Întorsura
     Români (88,92%)
     Alte etnii (0,46%)
     Necunoscută (10,61%)
Componența confesională a comunei Întorsura
     Ortodocși (85,59%)
     Adventiști (1,7%)
     Penticostali (1,63%)
     Alte religii (0,39%)
     Necunoscută (10,69%)
Conform recensământului efectuat în 2021, populația comunei Întorsura se ridică la 1.291 de locuitori, în scădere față de recensământul anterior din 2011, când fuseseră înregistrați 1.508 locuitori. Majoritatea locuitorilor sunt români (88,92%), iar pentru 10,61% nu se cunoaște apartenența etnică. Din punct de vedere confesional, majoritatea locuitorilor sunt ortodocși (85,59%), cu minorități de adventiști (1,7%) și penticostali (1,63%), iar pentru 10,69% nu se cunoaște apartenența confesională.

## Politică și administrație
Comuna Întorsura este administrată de un primar și un consiliu local compus din 9 consilieri. Primarul, Marin Cioi[*], de la Partidul Național Liberal, este în funcție din 2016. Începând cu alegerile locale din 2024, consiliul local are următoarea componență pe partide politice:
|  | Partid                    | Consilieri | Componența Consiliului | Componența Consiliului | Componența Consiliului | Componența Consiliului | Componența Consiliului |
|  | ------------------------- | ---------- | ---------------------- | ---------------------- | ---------------------- | ---------------------- | ---------------------- |
|  | Partidul Național Liberal | 5          |                        |                        |                        |                        |                        |
|  | Partidul Social Democrat  | 4          |                        |                        |                        |                        |                        |